# 赫茨爾博物館

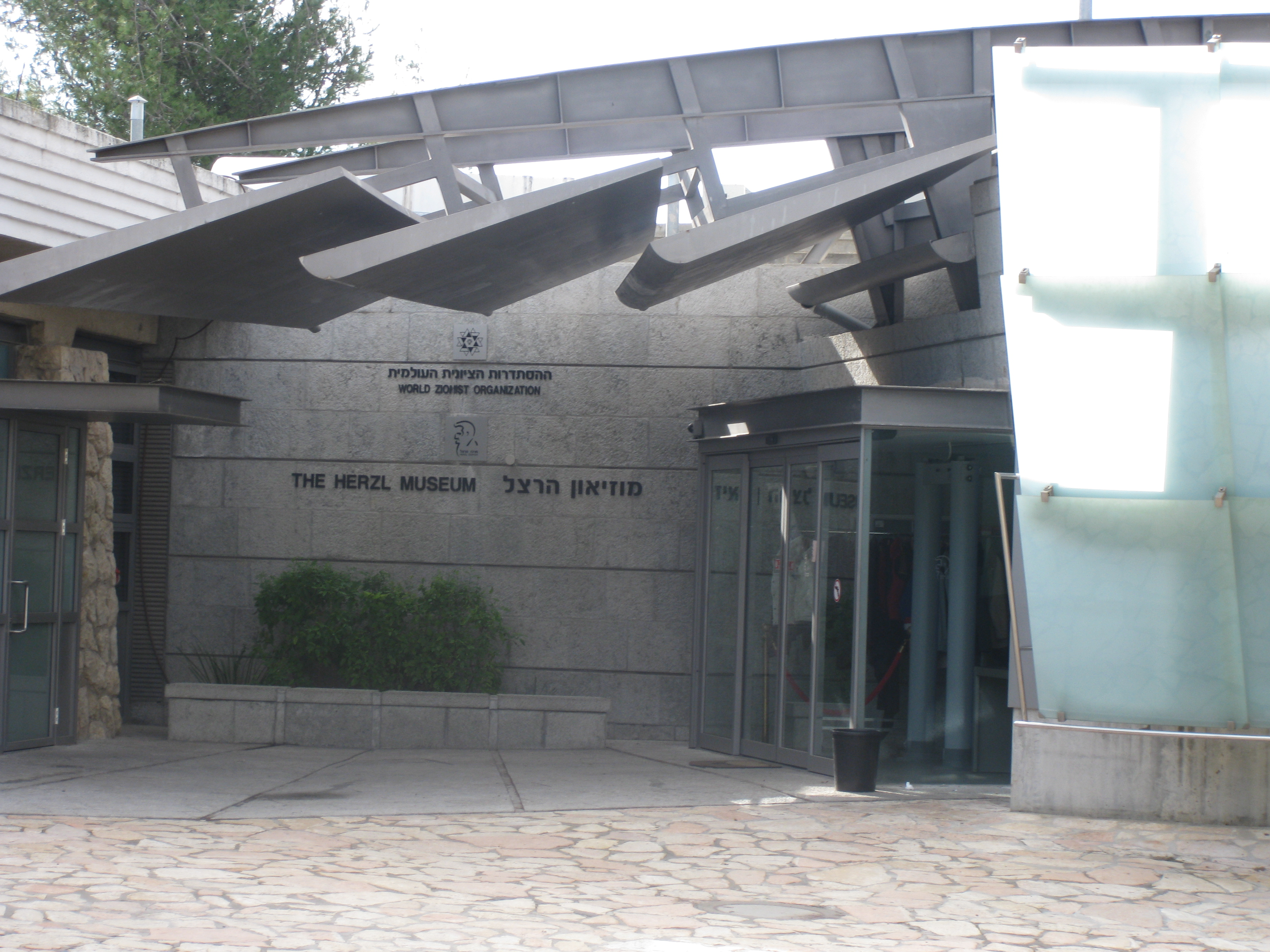
赫茨爾博物館

赫茨爾博物館（Herzl Museum）是耶路撒冷的一座博物館，展示西奧多·赫茨爾的活動及生涯。博物館位於前往赫茨爾山的廣場入口。赫茨爾博物館收藏展示有關赫茨爾生平的展品，其中也包括他在維也納時期的用品的複製品。赫茨爾博物館曾在2000年一度關閉，但在2005年重新開放。博物館還設有諾曼紀念花園等設施。

## 外部連結
- 官方网站